# Kristdemokratiska internationalen
Centrist Democrat International - l'Internationale Démocrate Centriste (CDI-IDC) är en politisk international av kristdemokratiska partier och närstående mittenpartier.

## Allmänt
1961 bildades det Kristdemokratiska världsförbundet, World Union of Christian Democrats (WUCD), i Chiles huvudstad Santiago genom samgående mellan västeuropeiska New International Teams (NIT), Christian Democrat Organization of America (CDOA) och Christian Democratic Union of Central Europe (CDUCE).
11 juni 1976 enades medlemmarna i organisationen om ett gemensamt politiskt och ideologiskt manifest. Det gemensamma manifestet är det första som någon politisk international lyckats enas om.
Namnändringar har sedan skett 1982 (Kristdemokratiska Internationalen), 1999 och 2005.
Det nuvarande namnet speglar det faktum att internationalen numera även innehåller en del partier som inte kan kallas för rent kristdemokratiska, men som är ideologiskt närbesläktade.
Organisationen är idag den näst största internationalen, efter den socialistiska.
Kristdemokraterna i Sverige anslöts som fullvärdiga medlemmar 1984, och det norska Kristelig Folkeparti blev fullvärdig medlem tre år tidigare.

## Medlemmar
Denna lista är inte fullständig, men innehåller en del av medlemmarna:
- Kristdemokraterna (Sverige)
- Kristelig Folkeparti (Norge)
- Kristendemokraterne (Danmark)
- CDU (Tyskland)
- Kristdemokratisk appell (Nederländerna)
- Kristdemokratisk och Flamländsk (Belgien)
- Albaniens demokratiska parti (Albanien)
- Partido Democráta Cristiano (Argentina)
- Democratas (Brasilien)
- Partido da Social Democracia Brasileira (Brasilien) (observatör)
- Demokratiska partiet (Bulgarien) (observatör)
- Partido Democrata Cristiano (Chile)
- Partido Conservador (Colombia)
- Dimokratikos Synagermos (Cypern)
- Mouvement de Liberation du Congo (Demokratiska Republiken Kongo - Kinshasa)
- Partido Reformista Social Cristiano (Dominikanska republiken)
- Democracia Popular/Union Democrata Cristiana (Ecuador)
- Partido del Progreso (Ekvatorial-Guinea)
- Partido Union Popular (Ekvatorial-Guinea) (observatör)
- Rassemblement des Républicains (Elfenbenskusten)
- Partido Democrata Cristiano (El Salvador)
- Isamaa (Estland)
- Republikanerna (Frankrike)
- Ny demokrati (Grekland)
- Partido Nacional (Honduras) (observatör)
- Fine Gael (Irland)
- Centro Cristiano Democratico (Italien)
- Popolari UDEUR (Italien)
- Movimento Cristiano "Liberacion" (Kuba)
- Union Chrétienne Démocrate Libanaise (Libanon)
- Fanorenana (Madagaskar) (observatör)
- Partit Nazzjonalista (Malta)
- Istiqlal (Marokko)
- Union pour la Démocratie et le Progrès (Mauretanien)
- Partido Acción Nacional (Mexiko)
- Resistência Nacional de Moçambique (Moçambique)
- Partido Democrata Cristiano (Panama)
- Partido Popular Cristiano (Peru)
- Partido Social Democrata (Portugal)
- Partito Democratico Cristiano Sanmarinese (San Marino)
- Kresťanskodemokratické hnutie (Slovakien)) (observatör)
- Partido Popular (Spanien)
- Unió Democràtica de Catalunya (Spanien - Katalonien)
- Křesťanská a demokratická unie - Československá strana lidová (Tjeckien)
- Fidesz - Magyar Polgári Szövetség (Ungern)
- Partido Social Cristiano "Copei" (Venezuela)